# Chiasmocleis gnoma
Espèce
Statut de conservation UICN

 DD  : Données insuffisantes
Chiasmocleis gnoma est une espèce d'amphibiens de la famille des Microhylidae.

## Répartition
Cette espèce est endémique de la municipalité d'Una dans l'État de Bahia au Brésil,.

## Description
Chiasmocleis gnoma mesure de 13,5 à 15,5 mm pour les mâles et de 15 à 17 mm pour les femelles.

## Étymologie
Son nom d'espèce, du latin gnoma, « nain », lui a été donné en référence à sa petite taille. Les gnomes sont également, dans les légendes populaires, des entités à la vie souterraine gardant de précieux trésors, cela semble parfaitement approprié pour cette espèce vivant dans les litières de feuilles mortes.

## Publication originale
- Canedo, Dixo & Pombal, 2004 : A new Species of Chiasmocleis Méhelÿ, 1904 (Anura, Microhylidae) from the Atlantic Rainforest of Bahia, Brazil. Herpetologica, vol. 60, no 4, p. 495–501 (texte intégral).